# Karl Moormann
Karl Moormann (* 5. April 1888 in Glatz; † 7. Januar 1955 in Hamburg) war ein deutscher Jurist. Bei der Deutschen Reichsbahn und der Deutschen Bundesbahn war er im höheren Dienst tätig, zuletzt als Vizepräsident der Bundesbahndirektion Hamburg.
Er wurde in Breslau am 3. Dezember 1910  bei Herbert Oskar Meyer und Otto Fischer zum Dr. iur. promoviert. Nach dem Studium trat er in den Eisenbahndienst. Von 1914 bis 1918 nahm er als Soldat am Ersten Weltkrieg teil, zuletzt war er Oberleutnant der Reserve. Moormann war verheiratet und hatte ein Kind.
Während der Zeit des Nationalsozialismus war er Mitglied der SA. 1938 leitete er im Rang eines Direktors bei der Reichsbahn die Tarif-, Verkehrs- und Personalabteilung der Reichsbahndirektion Hamburg. An der Universität Hamburg war er seit den 1930er Jahren Lehrbeauftragter im Fachbereich Volkswirtschaftslehre und vertrat das Fachgebiet Verkehrswesen. 1942 wurde er von der Universität zum Honorarprofessor ernannt und vertrat das Fachgebiet Verkehrspolitik. Seine Erfahrungen und Kenntnisse aus seiner Tätigkeit bei Reichsbahn und Bundesbahn verwertete er in mehreren Fachbüchern und weiteren Veröffentlichungen vor allem zum Schienengüterverkehr und zum Tarifwesen. Die Zeitschrift für Verkehrswissenschaft bezeichnete seine in mehreren Auflagen erschienene Schrift zum Tarifwesen 1942 als weit verbreitet und sprach dem Werk einen „Ehrenplatz in jeder verkehrswissenschaftlichen Bibliothek“ zu.

## Schriften (Auswahl)
- Die Durchbrechungen des Beweisvorzugs des Beklagten und deren Rechtsgrund im deutschen Strafprozesse der fränkischen Zeit und des Mittelalters. Leipzig 1910.
- mit Paul Heuser und Günther Brandt: Eisenbahn-Güterverkehr. Lüttke, Berlin 1936, OCLC 258707651.
- mit Paul Heuser: Handbuch der gesamten Eisen-, Stahl- und Metallbewirtschaftung Bd. 6. Eisenbahngüterverkehr u. Gütertarife, N. E. M.-Verlag, Berlin 1941, OCLC 719113936
- Leitfaden für den Verkehrsdienst. Verlag Reinhold Rudolph, Leipzig 1943, OCLC 65885648.
- mit Paul Sommerlatte: Abfertigungs- und Abfertigungskassenwesen. Leipzig 1943, OCLC 314403231.
- Das Tarifwesen. Verkehrswissenschaftliche Lehrmittelgesellschaft, Frankfurt am Main 1951, 7. neubearbeitete Auflage, OCLC 73574565.